# Brachythecium pendulum
Brachythecium pendulum är en bladmossart som beskrevs av Noriwo Takaki 1955. Brachythecium pendulum ingår i släktet gräsmossor, och familjen Brachytheciaceae. Inga underarter finns listade i Catalogue of Life.